# UNFICYP

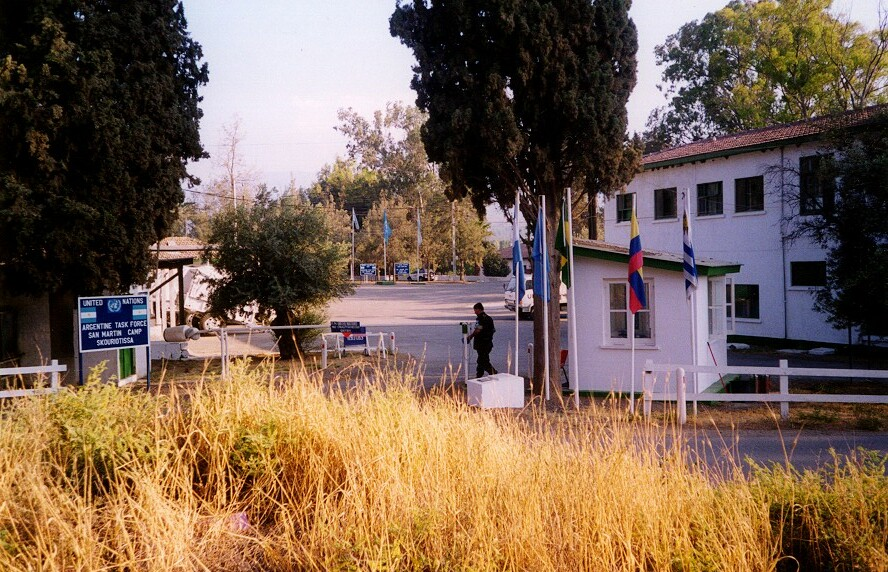
Kwatery wojsk argentyńskich

Baretka medalu ONZ za misję UNFICYP.

UNFICYP (ang. United Nations Peacekeeping Force in Cyprus – Siły Pokojowe Organizacji Narodów Zjednoczonych na Cyprze) – misja pokojowa na Cyprze, powołana na mocy rezolucji 186 (1964) Rady Bezpieczeństwa ONZ z dnia 4 marca 1964.
27 marca 1964 siły pokojowe ONZ rozpoczęły działania mające na celu nadzór nad przestrzeganiem zawieszenia broni między cypryjskimi Grekami i cypryjskimi Turkami, utrzymywaniem strefy buforowej oraz przywróceniem prawa i porządku na wyspie.
Szefem misji i Specjalnym Przedstawicielem Sekretarza Generalnego był niegdyś polski dyplomata Zbigniew Włosowicz. Obecnie jest nim Elizabeth Spehar (Kanada), a stroną wojskową kieruje Major General Mohammad Humayun Kabir (Bangladesz).
Państwa Uczestniczące:
- Argentyna,
- Austria,
- Chorwacja,
- Finlandia,
- Kanada,
- Słowacja,
- Urugwaj,
- Węgry,
- Wielka Brytania.